# Майнталь
Майнталь (нем. Maintal) — город в Германии, в земле Гессен. Подчинён административному округу Дармштадт. Входит в состав района Майн-Кинциг.  Население составляет 37 962 человека (на 31 декабря 2010 года). Занимает площадь 32,4 км². Состоит из 4 населенных пунктов: Дёрнигхайм, Бишоффсхайм, Хохштадт, Вахенбухен. Официальный код — 06 4 35 019.